# Jérôme Cahen
 Jérôme Cahen (Kœnigsmacker (Moselle), 12 juin 1929 - Neuilly-sur-Seine, 24 juin 1987) est un rabbin français, rabbin de Saint-Louis (Haut-Rhin) de 1958 à 1960, de  Besançon de 1960 à 1969, rabbin de Nancy de 1969 à 1975, puis rabbin de Neuilly-sur-Seine de 1975 à 1987.

## Éléments de biographie
Jérôme Cahen est né à Kœnigsmacker (Moselle) le 12 juin 1929. Son père est marchand de grains.
Après des études à la Yechiva d'Aix-les-Bains, il entre en 1951 au Séminaire israélite de France (SIF)  dont il sort diplômé rabbin. Il fait une licence de philosophie et est aussi diplômé de l'École nationale des langues orientales.
D'abord rabbin de Saint-Louis (Haut-Rhin) de 1958 à 1960, il est nommé à Besançon en 1960, où il développe une activité théâtrale dans la communauté. En 1969, il est nommé grand-rabbin de Nancy où il crée le Théâtre juif de Nancy et présente des pièces de Bertolt Brecht, de Stéphane Zweig ou d'Alain Spiraux.
Il devient rabbin de Neuilly-sur-Seine en 1975 où il succède au rabbin Édouard Gourévitch. Le site de la synagogue de Neuilly dit de son action : « Tournée résolument vers la jeunesse, leur action [au rabbin Cahen et à son épouse Michèle] fut déterminante. Des activités sont organisées, le nombre des jeunes fidèles augmenta considérablement. ». Désireux d'ancrer les jeunes dans le judaïsme, il se consacre tout particulièrement au Talmud Torah, aux colonies de vacances et au scoutisme avec les Éclaireurs et Éclaireuses israélites de France.
Le rabbin Alexis Blum lui succède à la synagogue de Neuilly, après sa mort prématurée en 1987. Il est inhumé à Thionville à l'âge de 58 ans.

## Honneurs
- Maison Jérôme Cahen à Besançon
- Centre communautaire Jérôme Cahen à Neuilly-sur-Seine